# Paul Auscher
Pour les articles homonymes, voir Auscher.
Paul Auscher est un architecte et designer français né à Marseille le 8 février 1866 et mort à Paris 16e le 3 mars 1932.

## Biographie
Élève de Julien Guadet aux Beaux-arts de Paris, il réalise quelques bâtiments et du mobilier en style Art nouveau et évolue ensuite vers des réalisations dans différents styles plus personnels.

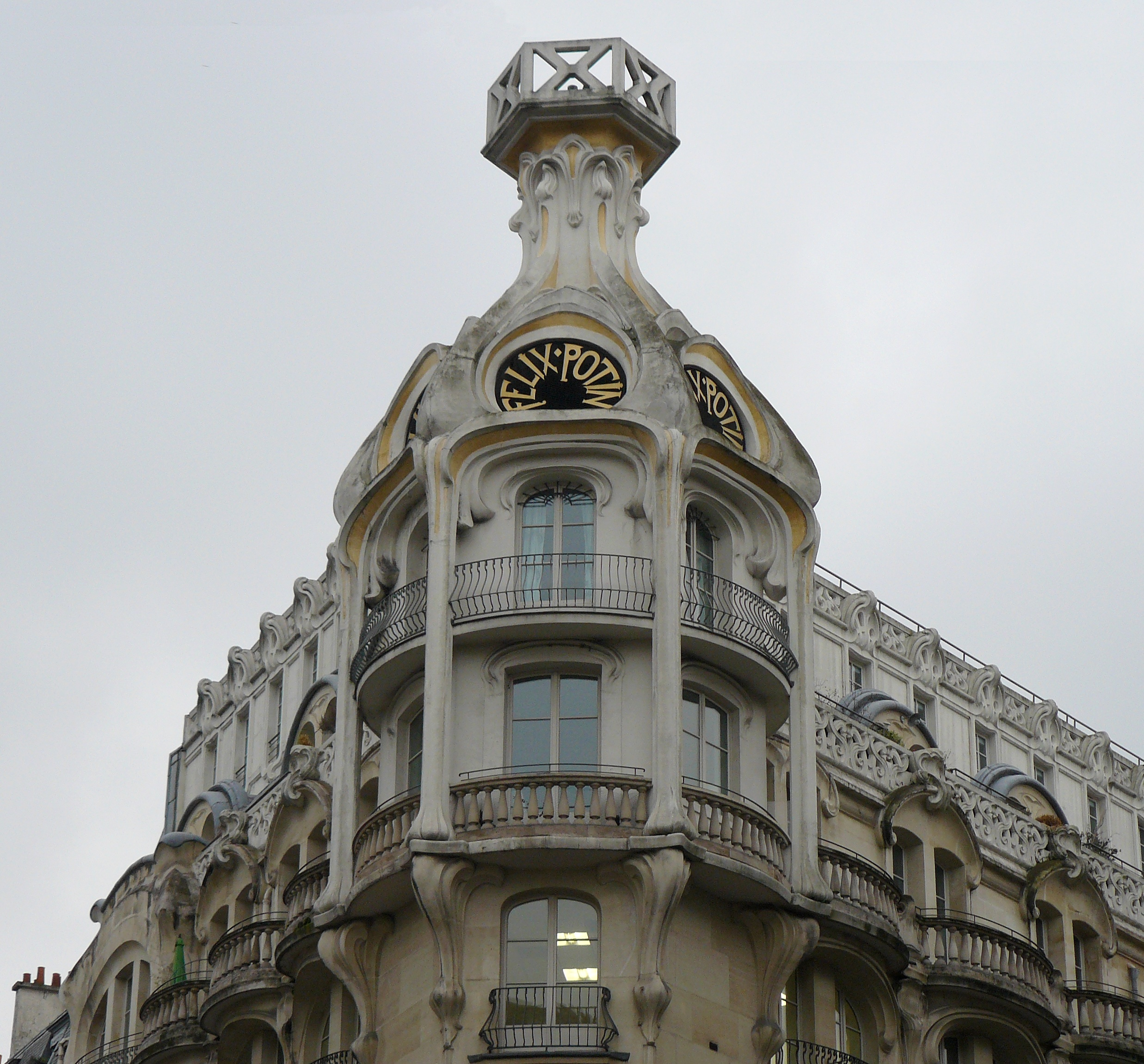
Félix Potin, rue de Rennes à Paris (1904).

Il est le père de Jean Auscher.

## Œuvres

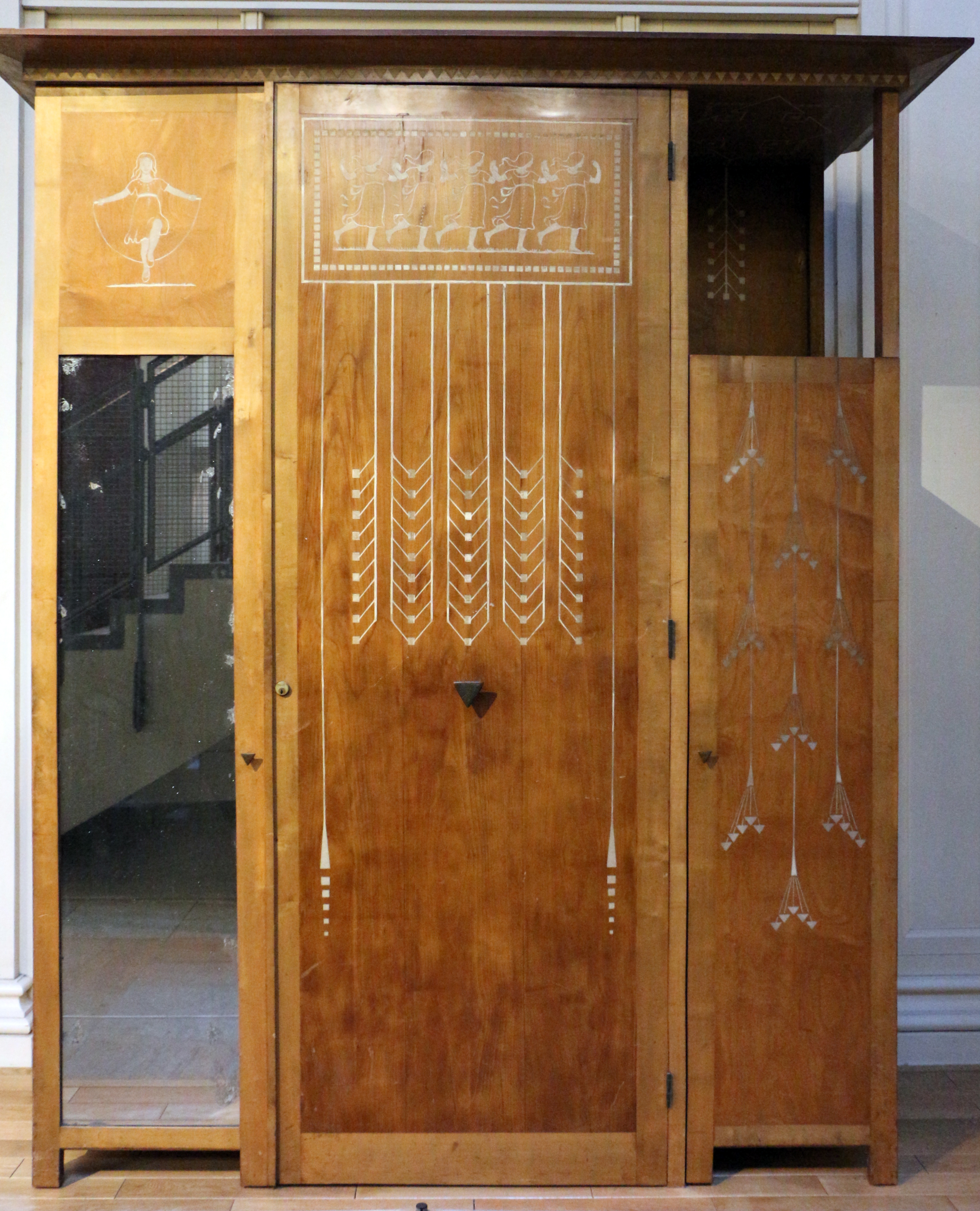
Armoire (musée d'Orsay)

- Magasin des Nouvelles Galeries à Bordeaux (1894).
- Magasin des Nouvelles Galeries au Mans (1899-1905).
- Magasin Félix Potin, rue du Faubourg-Saint-Antoine, Paris (1899).
- Magasin Félix Potin, rue de Rennes, Paris (1904)
- Hôtel particulier, 5 rue de Talleyrand, Paris (1910).
- Maison d'habitation pour le personnel des établissements Félix Potin, 71, rue Beaubourg, Paris (1910).
- Cinéma Batignolles-Cinéma, Paris (1913).
- Immeuble d'habitation, au 112 bis avenue de Suffren, Paris (1914).
- Grâce à la générosité du fils de l'architecte René Auscher, de Madame Rispal et de sa fille Josette Rispal, le musée d'Orsay conserve plusieurs meubles de Paul Auscher : une armoire, une chaise, un tabouret, un tapis, une corbeille à papier et une coiffeuse .

## Source
- (en) Philippe Thiébaut, « Furniture by Paul Auscher (1866-1932): the architecte as designer », The Burlington Magazine, juin 2008.